# Lukáš Magera
Lukáš Magera (* 17. Januar 1983 in Opava, Tschechoslowakei) ist ein tschechischer Fußballspieler. Er wird als Stürmer eingesetzt.

## Karriere
Die Karriere von Lukáš Magera begann, als er im Jahr 2003 in den Kader der ersten Mannschaft seines Vereins Baník Ostrava kam, das seinerzeit in der Gambrinus Liga, der höchsten tschechischen Spielklasse, vertreten war. Am 8. November 2003 kam er zu seinem ersten Einsatz. Um Spielpraxis zu sammeln, wurde er zu Beginn der Saison 2004/05 an den SK Kladno in der Druhá fotbalová liga (2. Liga) ausgeliehen. Schon in der Winterpause kehrte er zu Baník zurück.
Nach seiner Rückkehr konnte sich Magera in Ostrava durchsetzen und etablierte sich als Stammspieler. Im Jahr 2005 konnte er mit dem Verein den Pokalsieg erringen und sich dadurch für den UEFA-Pokal qualifizieren, wo trotz eines Treffers von ihm gegen den SC Heerenveen bereits in der ersten Runde Endstation war.
Im Sommer 2008 verließ Magera seinen Heimatverein und wechselte in die rumänische Liga 1 zum FC Timișoara. Mit seinem neuen Verein konnte er in der Saison 2008/09 die Vizemeisterschaft erringen und ins Pokalfinale einziehen, unterlag dort aber dem CFR Cluj. In der folgenden Champions-League-Saison schied er in der Qualifikation gegen den VfB Stuttgart aus. Die Spielzeit 2010/11 konnte er mit seiner Mannschaft erneut als Zweitplatzierter – diesmal hinter Oțelul Galați – abschließen. Sein Verein erhielt jedoch keine Zulassung zur Saison 2011/12 und musste in die Liga II absteigen.
Im Sommer 2011 schloss sich Magera Swindon Town in der englischen Football League Two an. Anfang 2012 wurde er für ein halbes Jahr an seinen Heimatverein Banik Ostrava ausgeliehen, mit dem er den Klassenerhalt sicherte. Im Sommer 2012 verpflichtete ihn der tschechische Erstligist FK Mladá Boleslav. Mit seinem neuen Klub beendete er die Saison 2012/13 mit Mittelfeld. Nachdem er die Hinrunde 2013/14 verletzungsbedingt verpasst hatte, kehrte er im Februar 2014 ins Team zurück und erkämpfte sich wieder eine Stammplatz. Am Ende der Spielzeit qualifizierte er sich mit seinem Team für die Europa League. Diesen Erfolg konnte er mit seinem Klub in den folgenden Spielzeiten wiederholen. Nachdem er in der Saison 2014/15 häufig als Einwechselspieler zum Zuge gekommen war, holte er sich am Anfang der Spielzeit 2015/16 seinen Stammplatz zurück. Dabei konnte er im Saisonverlauf 14 Tore erzielen.

### Nationalmannschaft
Magera bestritt bisher vier Spiele für die tschechische Fußballnationalmannschaft, konnte aber noch kein Tor erzielen. Seinen Einstand hatte er am 5. Juni 2009 im Freundschaftsspiel gegen Malta. Sein bisher letztes Spiel war das EM-Qualifikationsspiel am 8. Oktober 2010 gegen Schottland.

## Erfolge
- Tschechischer Meister: 2004
- Tschechischer Pokalsieger: 2005
- Rumänischer Vizemeister: 2009, 2011